# Annie Massay
 (mai 2024).
Annie Massay, née Anne-Marie Deblinde le 18 mai 1931 à Liège et morte le 19 août 2025, est une ancienne secrétaire permanente à la FGTB (SETca) et militante belge pour les droits des femmes. Elle a participé à la grève des femmes de la Fabrique Nationale de Herstal du 16 février au 4 mai 1966.

## Enfance et formation
Issue d'une famille liégeoise catholique de classe moyenne, elle se tourne vers l'athéisme au lendemain de la Seconde Guerre mondiale. À 13 ans, elle rejoint les Jeunes Gardes Socialistes. À 18 ans, elle entre à l’Université de Liège en sociologie où elle réalise une thèse intitulée « Femmes dans le monde des hommes ».

## Activités syndicales
Elle rejoint le SETca de Liège le 16 octobre 1959, d'abord comme employée.
Lors de la grève des femmes de la Fabrique Nationale à Herstal de 1966, elle a notamment servi d'intermédiaire féminine entre les permanents syndicaux FGTB et CSC (exclusivement des hommes) et le public des assemblées syndicales (exclusivement des femmes).
Lors de cette grève, elle prend également plusieurs fois la parole lors d'assemblées générales auprès de militantes comme Irène Pétry, Emilienne Brunfaut ou encore Mariette Raway.
De 1971 à 1995, elle est permanente chargée des grands magasins et du casino de Chaudfontaine pour le SETca de Liège. À ce titre, elle participe à d'autres actions syndicales comme la grève et l’occupation du magasin "le Grand Bazar" de Liège en 1977.
Elle est aujourd'hui pensionnée.

## Reconnaissances officielles
En 2015, elle reçoit le prix Théroigne de Méricourt, célébrant une personnalité féminine wallonne luttant pour faire triompher les droits des femmes.
En 2016, elle reçoit également le titre de citoyenne d’honneur de Liège.